# Сок-Вілледж (Іллінойс)
Сок-Вілледж (англ. Sauk Village) — селище (англ. village) в США, в округах Кук і Вілл штату Іллінойс. Населення — 9921 особа (2020).

## Географія
Сок-Вілледж розташований за координатами 41°29′24″ пн. ш. 87°34′14″ зх. д. / 41.49000° пн. ш. 87.57056° зх. д. (41.490094, -87.570624).  За даними Бюро перепису населення США в 2010 році селище мало площу 10,03 км², з яких 9,93 км² — суходіл та 0,10 км² — водойми.

## Демографія
Згідно з переписом 2010 року, у селищі мешкало 10 506 осіб у 3226 домогосподарствах у складі 2525 родин. Густота населення становила 1047 осіб/км².  Було 3685 помешкань (367/км²).
Расовий склад населення:
| - 62,7 % — чорних або афроамериканців - 28,0 % — білих - 0,3 % — азіатів - 0,2 % — корінних американців - 4,8 % — осіб інших рас |

До двох чи більше рас належало 3,9 %. Частка іспаномовних становила 11,1 % від усіх жителів.
За віковим діапазоном населення розподілялося таким чином: 34,5 % — особи молодші 18 років, 57,5 % — особи у віці 18—64 років, 8,0 % — особи у віці 65 років та старші. Медіана віку мешканця становила 29,9 року. На 100 осіб жіночої статі у селищі припадало 88,3 чоловіків;  на 100 жінок у віці від 18 років та старших — 81,2 чоловіків також старших 18 років.
Середній дохід на одне домашнє господарство  становив 53 625 доларів США (медіана — 41 970), а середній дохід на одну сім'ю — 58 008 доларів (медіана — 46 716). Медіана доходів становила 45 701 долар для чоловіків та 37 552 долари для жінок. За межею бідності перебувало 27,9 % осіб, у тому числі 40,4 % дітей у віці до 18 років та 12,4 % осіб у віці 65 років та старших.
Цивільне працевлаштоване населення становило 4080 осіб. Основні галузі зайнятості: освіта, охорона здоров'я та соціальна допомога — 22,1 %, виробництво — 20,0 %, транспорт — 12,4 %, роздрібна торгівля — 10,7 %.